# Dockskåpet och andra berättelser
Dockskåpet och andra berättelser är en novellsamling av Tove Jansson. Den gavs ut på svenska 1978 och har senare kommit översättningar på bland annat finska och tyska. Novellerna handlar ofta om konstnärskap och problem i relationer.

## Beskrivning

### Översikt
Novellsamlingen innehåller tolv olika noveller, alla riktade till en vuxen läsekrets. De beskriver ofta konstnärers eller hantverkares liv och livsperspektiv. Mer diskret tar de också upp homosexuella relationer.
Gemensamt för novellerna är också att man pekar på livets olika problem och spänningar, där både yttre och inre konflikter lockar fram de dåliga sidorna hos folk. Det handlar om sökande och längtan och de mörka sidor inom människan som lockas fram när sökandet avlöses av frustration och besvikelse. Men där finns också humoristiska inslag.

### Novellerna
- "Apan" – om en bitter skulptör
- "Blomsterbarnet" – om en kvinna som inte blivit vuxen
- "Den stora resan" – om två kvinnor och den enas frigörelseförsök från sin mor[a]
- "Dockskåpet" – om tre män som bygger ett muminhus
- "En berättelse från Hilo, Hawaii" – om mötet mellan barägare och ryggsäcksturist
- "Ett minne från det nya landet" – om tre systrar som bosatt sig i USA och inte är på talefot med varandra
- "Huvudrollen" – om en skådespelare som förbereder sig för sin roll på ett eget sätt
- "Konst i naturen" – om en gammal vaktmästare och ett grälsjukt par
- "Lokomotiv" – om en man som fascineras av tåg, aldrig talat med kvinnor och en dag träffar en skrämmande kvinna
- "Serietecknaren" – om någon som ska hitta på historier, i den försvunne ursprungsskaparens ställe
- "Tidsbegrepp" – om en man, hans mormor och en resa till Alaska
- "White Lady" – om tre äldre kvinnor som ska på restaurang

- Källor: [3][2][4][5]

## Översättningar
Novellsamlingen gavs 1978 ut på svenska i två utgåvor, dels på finländska förlaget Schildts och dels i Sverige på Bonnier. Redan samma år kom den i norsk översättning (Dukkehuset og andre fortellinger). Den finns även i översättning till finska (Nukkekaappi ja muita kertomuksia, 1980) och tyska Die Puppenstube: Erzählungen, 1981). Fyra olika utgåvor på ryska innehåller novellerna från den här boken – Tjestnyj obman : povesti i rasskazy (1987), Vibrane (2004), Putesjestvie nalegke : novelly (2007) och Igrusjetsjnyj dom : novelly (2013).

## Utgåvor (urval)
- 1978 –  Dockskåpet och andra berättelser. Helsingfors: Schildt. ISBN 951-50-0168-4
  - 1980 –  (på finska) Nukkekaappi ja muita kertomuksia. Porvoo: WSOY. ISBN 951-0-09972-4 (finska)
- 1978 – Jansson, Tove. Dockskåpet och andra berättelser. Stockholm: Bonnier. ISBN 91-0-043648-8
  - 1979 –  (på obestämt språk) Dockskåpet och andra berättelser. Lund: Btj. Libris 11529731 (4 ljudkassetter)
  - 2013 –  Dockskåpet och andra berättelser. Lund: Btj. Libris 14681800 (1 CD-R)

## Källhänvisningar
1. 1 2 3  Ketula, Silja (2014-06-05): "Tove Jansson Dockskåpet och andra berättelser". Arkiverad 20 oktober 2014 hämtat från the Wayback Machine. Turku.fi. Läst 14 oktober 2014.
2. 1 2  Karjalainen, Tuula (2014): Tove Jansson : arbeta och älska, s. 271. Norstedts.
3. ↑  "Dockskåpet och andra berättelser". Boksampo.fi. Läst 15 oktober 2014.
4. ↑  Fellman, Ida (2014-01-28): "Tove Jansson läser noveller ur Dockskåpet". Arkiverad 19 oktober 2014 hämtat från the Wayback Machine. Yle.fi. Läst 15 oktober 2014.
5. ↑  Ojala, Pirjo (2014-10-01): "Meddelande. Noveller i urval 1971-1997 (1998)". Arkiverad 20 oktober 2014 hämtat från the Wayback Machine. Turki.fi. Läst 15 oktober 2014.